# COX-inibitori a rilascio di monossido di azoto

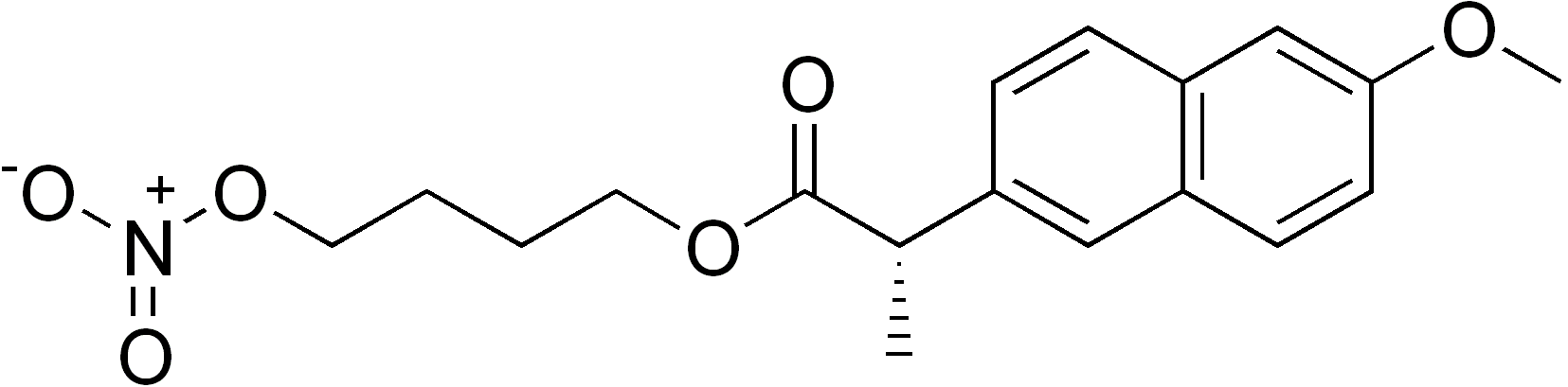
Struttura del naprossene nitrossibutilestere, un NO-FANS derivato dal naprossene.

Per COX-inibitori a rilascio di monossido di azoto o FANS a rilascio di monossido di azoto o più semplicemente NO-FANS si intende una classe di composti organici ottenuti da derivati nitro-esteri dei farmaci antinfiammatori non steroidei che possono essere impiegati in ambito terapeutico in sostituzione ai FANS di vecchia generazione. Furono descritti per la prima volta dal professor John Wallace dell'università di Calgary. I COX-inibitori non selettivi delle cicloossigenasi oltre ad essere attivi sulla COX-2 hanno anche affinità per la COX-1, con tutti gli effetti collaterali che ciò comporta (in primis l'elevata gastrolesività). L'introduzione del nitrato nella struttura molecolare è stata studiata al fine di scongiurare ed attenuare gli effetti collaterali che derivano dall'inibizione non selettiva delle COX; infatti in vivo gli NO-FANS rilasciano monossido d'azoto, potente vasodilatatore endogeno con effetti citoprotettivi simili a quelli delle prostaglandine.

## Reazioni in vivo
Nell'ambiente acido dello stomaco il NO-FANS (nell'esempio aspirina nitrossibutilestere, una nitroaspirina) subisce un primo passaggio di decomposizione che vede il rilascio di diossido di azoto che a sua volta si decompone a monossido di azoto. Il salicilato di idrossibutile residuo subisce quindi l'idrolisi del legame estereo con la liberazione di 1,4-butandiolo ed acido acetilsalicilico nella forma farmacologicamente attiva.

## Nitroaspirine
Le nitroaspirine, o NO-aspirine, sono degli NO-FANS a base di acido acetilsalicilico. La non COX-selettività caratteristica dei salicilati come l'aspirina fa sì che l'introduzione del gruppo nitrato ne riduca notevolmente la gastrolesività. Un esempio degno di nota è dato dalla nitroaspirina, derivato nitrossiarilestereo dell'acido acetilsalicilico.